# Slobodan Dutina
Slobodan Dutina (3 februari 1945) is een voormalig Joegoslavisch voetballer en coach. Hij stond onder contract bij Rode Ster Belgrado en SVV.

## Loopbaan
Vanuit de jeugdafdeling van Rode Ster Belgrado komt Dutina al op jonge leeftijd over naar het eerste elftal van Rode Ster Belgrado. Dutina weet het bij Rode Ster Belgrado te schoppen tot het nationale elftal van Joegoslavië. Medio 1970 krijgt Dutina de kans om op 26-jarige leeftijd de overstap te maken naar het Schiedamse SVV. De transfer valt in zijn thuisland niet in goede aarde en wordt als land verraad gezien. Dutina wordt nooit meer opgeroepen voor het nationale elftal en het aantal interlands blijft steken op 36.
In 1975 vertrekt Dutina naar FC Den Haag. In vijf seizoenen speelde hij 118 competitieduels voor de club uit Schiedam en scoort 17 doelpunten. Een succes wordt de overstap niet omdat Dutina al snel geblesseerd raakt aan de knie. Na slechts 1 seizoen keert Dutina terug bij SVV.